# Џијаџак Џакели
Џиаџак Џакели (груз. ჯიაჯაყ ჯაყელი; понекад се наводи и као Дјиадјак) била је супруга цара Алексија II Трапезунтског.

## Породица
Џијаџак је била ћерка Беке I Џакелија атабега Самцеа. Џакели су носили грузијску феудалну титулу "Еристави", која је могла имати функцију „гувернер региона“ или „командант војске“, што је отприлике еквивалентно византијском стратегу и обично се преводи на енглески као „војвода“.

## Брак
Џијаџак је у брак са царем Алексијем II, ступила око 1300. године. Византијски цар Андроник II Палеолог је био његов старатељ и желео је да цар Алексије II ожени ћерку високог судског званичника Нићифора Хумна, али, не тражећи дозволу, младић се уместо тога оженио са Џијаџак Џакели. Цар Андроник II је апеловао на Цркву да поништи брак, али је патријарх одбио да му помогне, на основу тога што се наводи да је царица Џијаџак већ била трудна. Алексијева мајка царица Евдокија Палеологина, која се вратила у Трапезунт под изговором да наведе свог сина да раскине брак, саветовала му је да задржи своју иверску жену.
Неизвесно је колико је брак трајао. Цар Алексије II је умро 1330. године, али нема извештаја када је царица Џијаџак умрла. Dictionnaire historique et Généalogique des grandes familles de Grèce, d'Albanie et de Constantinople (1983) Михаил-Димитри Стурдза сматра да је она само прва од две жене. Друга је Јигда, једина ћерка краља Деметријуса II од Грузије и његове друге жене Солгар, Монголке. Краљ Деметријус II је практиковао полигамију и имао је три познате жене у исто време. Док се ћерка наводи у „Грузијским хроникама“, Хроника не помиње да је удата. Међутим, старија дела као што је Europäische Stammtafeln: Stammtafeln zur Geschichte der Europäischen Staaten (1978) Детлева Швеникеа не помињу ниједан други брак за цара Алексија II. Као резултат тога, Стурдзина теорија није универзално прихваћена.

## Деца
Царица Џијаџак и цар Алексије II су имали најмање шесторо деце:
1. Андроник III, цар Трапезунтски 1330–1332.
2. Василије, цар Трапезунтски 1332–1340.
3. Михаило Аначулу, убио га је његов брат цар Андроник III 1330. године.
4. Ђорђe Ахпугу, којег је убио његов брат цар Андроник III 1330. године.
5. Ана Анахтлу, монахиња, постала је царица Трапезунта 1341–1342.
6. Евдокија, позната и као деспоина од Синопе због удаје за емира тог града.